# 泰特·乔治
泰特·克劳德·乔治（英語：Tate Claude George，1968年5月29日—），美国NBA联盟前职业篮球运动员。他在1990年的NBA选秀中第1轮第22顺位被新泽西篮网选中。